# Judéo-tunisien
Le judéo-tunisien est une variété de l'arabe tunisien parlé par les Juifs, le judéo-arabe, vivant ou ayant vécu en Tunisie.
Le judéo-tunisien est parlé par plus de 350 000 personnes, dont 45 000 habitent en Israël et 500 en Tunisie. Ses locuteurs sont principalement des adultes, alors que les jeunes n'en ont qu'une connaissance limitée.
La génération des Juifs ayant émigré en Israël est aujourd'hui constituée de personnes bilingues, parlant aussi l'hébreu, alors que les Juifs de Tunisie parlent surtout l'arabe tunisien et le français.

## Historique

### Avant 1860
La présence d'une communauté juive antique sur le territoire de la Tunisie actuelle semble attestée même avant la conquête romaine. Après la conquête arabe de l'Afrique du Nord, les communautés juives urbaines utilisent un arabe dialectal pré-hilalien comme langue de communication usuelle. Les communautés juives communicant entre elles et maintenant une identité séparée du reste de la population, leur dialecte incorpore des influences du judéo-espagnol avec l'arrivée de leurs coreligionnaires andalous mais (contrairement à l'arabe tunisien parlé par la communauté musulmane) n'incorpore que peu d'influences des dialectes des envahisseurs suivants, les Hilaliens et les Banu Sulaym. De ce fait, le judéo-tunisien contient des distinctions phonologiques et lexicales avec l'arabe tunisien,.
L'auteur ancien en judéo-tunisien le plus célèbre est Nissim Gaon (990-1062). Rabbin influent de son temps qui compose habituellement des ouvrages religieux en hébreu, il rédige en judéo-tunisien une collection de contes populaires à but d'encouragement moral pour le père de son épouse, après la mort de l'un de ses fils. Cette Élégante compilation pour le secours après l'adversité (Al-Faraj ba‘d al-shidda) est rédigée dans un judéo-tunisien soutenu suivant les conventions de style et de transcription de Saadia Gaon. Nissim Gaon traduit ultérieurement l'ouvrage en hébreu.

### Après 1860
La première imprimerie en judéo-tunisien ouvre en 1860 à Tunis. L'année suivante, le Pacte fondamental de 1857, qui accorde des droits aux juifs comme aux musulmans, est imprimé en judéo-tunisien, une année avant sa traduction en hébreu en 1862. Au début du XXe siècle, en 1900, le judéo-tunisien constitue un dialecte important en Tunisie, avec des milliers de locuteurs, la communauté juive comprenant encore plus de 50 000 personnes en 1920. Le judéo-tunisien devient un sujet d'étude, comme dans l'anthologie monumentale réalisée par Daniel Hagège (1892-1976), lui-même écrivain en judéo-tunisien. Hagège liste alors un peu moins d'une centaine de journaux en judéo-tunisien et de nombreux ouvrages. En 1903, le rabbin David Aydan installe une imprimerie à Djerba. Celle-ci ne se limite pas à des textes liturgiques en hébreu : Aydan publie par exemple Vidou-i bel arbi, une traduction en judéo-tunisien du texte de la confession récitée par la communauté la veille de Yom Kippour. Un total de quatre imprimeries sont tenues par des personnes de confession juive en Tunisie entre 1860 et 1960, pour l'impression d'ouvrages en hébreu et judéo-tunisien, même si la majorité des textes hébreux publiés par la communauté juive de Tunisie reste imprimée à Livourne en Italie. Un effort de traduction d'œuvres internationales, de leur version française vers le judéo-tunisien, est effectuée à cette époque : Les Mystères de Paris, Robinson Crusoé ou Les Mille et Une Nuits. Certaines traductions ne sont pas le fait d'écrivains professionnels, mais de personnalités de la haute société, comme par exemple le céramiste Jacob Chemla qui traduit Le Comte de Monte-Cristo. 
Toute une production populaire orale en judéo-tunisien voit le jour dans la première moitié du XXe siècle. Le séder de Pessa'h est aussi célébré en judéo-tunisien et des chants comme Laisse moi m'enivrer (Khallini nesker) composé par Eliahou Guedj demeurent célèbres au début du XXIe siècle parmi les juifs émigrés originaires de Tunisie.